# Xestobium plumbeum
Xestobium plumbeum, auch als Dickfuß-Pochkäfer bekannt, gehört zur Familie der Nagekäfer (Ptinidae). 

## Merkmale
Die Käfer erreichen eine Größe von 3–5,7 mm. Ihre Grundfarbe ist metallisch schwarzgrün. Fühler und Halsschildseitenränder sind rotbraun. Von den 11-gliedrigen Fühlern sind die drei äußersten Glieder verlängert. Die Flügeldecken sind hell behaart.

## Vorkommen und Lebensweise
Die Art ist in Mittel- und Südeuropa verbreitet. Nach Norden reicht ihr Vorkommen nach Dänemark und England. Im Osten reicht das Verbreitungsgebiet über Kleinasien bis in den Nahen Osten. 
Den typischen Lebensraum der xylobionten Käfer bildet Alt- und Totholz in Wäldern und an Waldrändern. Die Käferart findet man häufig in Buchenmischwäldern (Fagetalia). Die Larven entwickeln sich in trockenen weißfaulen Ästen von Laubbäumen, insbesondere von der Rotbuche (Fagus sylvatica). Die adulten Käfer beobachtet man von April bis September. Sie halten sich oft an Weißdornen (Crataegus) auf. Sie ernähren sich von Pollen und Blütennektar.

## Taxonomie
In der Literatur finden sich folgende Synonyme:
- Anobium coerulescens Geoffroy, 1758
- Anobium cornicularium Beck, 1817
- Anobium erythropum Stephens, 1830
- Anobium politum Duftschmid, 1825
- Anobium thoracicum Rossi, 1790
- Birrhus coerulescens Geoffroy in Fourcroy, 1785
- Xestobium ernobiformis Reitter, 1901
- Xestobium graecum Maran, 1941
- Xestobium politum Duftschmid, 1825
- Xestobium subaeneum Reitter, 1897